# Tanyproctus inflatus
Tanyproctus inflatus är en skalbaggsart som beskrevs av Victor Ivanovitsch Motschulsky 1859. Tanyproctus inflatus ingår i släktet Tanyproctus och familjen Melolonthidae. Inga underarter finns listade i Catalogue of Life.